# 浦江县
浦江县位于中国浙江省中部，是金华市下辖的一个县。縣人民政府駐浦阳街道人民路38号。区域总面积为918.16平方公里。
浦江县有“书画之乡，水晶之都”之称。1993年被国家文化部命名为中国民间艺术（剪纸）之乡；2000年被国家文化部命名为中国民间艺术（书画）之乡；2001年，被中国日用五金技术开发中心命名为“中国挂锁中心”；2003年，中国轻工业联合会授于“中国水晶玻璃之都”荣誉称号。

## 历史沿革
浦江于东汉兴平二年（公元195年）建县，古称丰安，至今已有1800多年历史。唐朝天宝十三年（754年）置浦阳县，以境内浦阳江得名。五代 吴越天宝三年（910年）改浦阳县为浦江县，一直沿用至今。1960年1月撤销浦江县，建制并入义乌县，部分划入兰溪县，1966年12月恢复浦江县。

## 行政区划
浦江县下辖3个街道办事处、7个镇、5个乡：
浦南街道、仙华街道、浦阳街道、黄宅镇、白马镇、郑家坞镇、郑宅镇、岩头镇、檀溪镇、杭坪镇、大畈乡、中余乡、前吴乡、花桥乡和虞宅乡。

## 人口
根据第七次全国人口普查数据，截至2020年11月1日零时，浦江县常住人口为460726人。

## 自然条件

### 地理条件
浦江县位于浙江省中部，是典型的盆地城市，整体地理格局呈“七山半水一分田”。县域中部为浦江盆地，南部、北部均为山地丘陵环绕，整体地势西北高、东南低，主要的地貌类型有平畈、岗地、丘陵和山地。
全县属于钱塘江流域，主要河流有浦阳江、壶源江，县名“浦江”即因浦阳江得名。县域内最高峰为大畈乡朝天门，海拔1050米，最低点为白马镇与诸暨市交界处的浦阳江河道。

### 气候条件
浦江属亚热带季风气候，温和湿润，四季分明。

## 交通

### 公路
- 沪昆高速过境，设有郑家坞、浦江两个收费站。
- 351国道过境。

### 铁路
- 杭温高铁在境内设有浦江站。

## 风景名胜
- 仙华山
- 郑义门古建筑群
- 白石湾风景区
- 龙德寺塔

- 龙德寺塔
- 上山遗址
- 郑义门古建筑群——郑氏宗祠